# Saison 2015 de l'équipe cycliste RusVelo
La saison 2015 de l'équipe cycliste RusVelo est la quatrième de cette équipe.

## Préparation de la saison 2015

### Arrivées et départs
| Arrivées             | Équipe 2014         |
| -------------------- | ------------------- |
| Ildar Arslanov       | Itera-Katusha       |
| Alexander Evtushenko | Russian Helicopters |
| Alexander Foliforov  | Itera-Katusha       |
| Petr Ignatenko       | Katusha             |
| Aleksandr Komin      | Russian Helicopters |
| Roman Kustadinchev   | Russian Helicopters |
| Artem Nych           | Russian Helicopters |
| Alexander Rybakov    | Katusha             |
| Mamyr Stash          | Itera-Katusha       |

| Départs            | Équipe 2015   |
| ------------------ | ------------- |
| Sergueï Klimov     |               |
| Leonid Krasnov     |               |
| Timofey Kritskiy   |               |
| Sergueï Lagoutine  | Katusha       |
| Sergey Pomoshnikov | Itera-Katusha |
| Gennadi Tatarinov  |               |
| Ilnur Zakarin      | Katusha       |

## Coureurs et encadrement technique

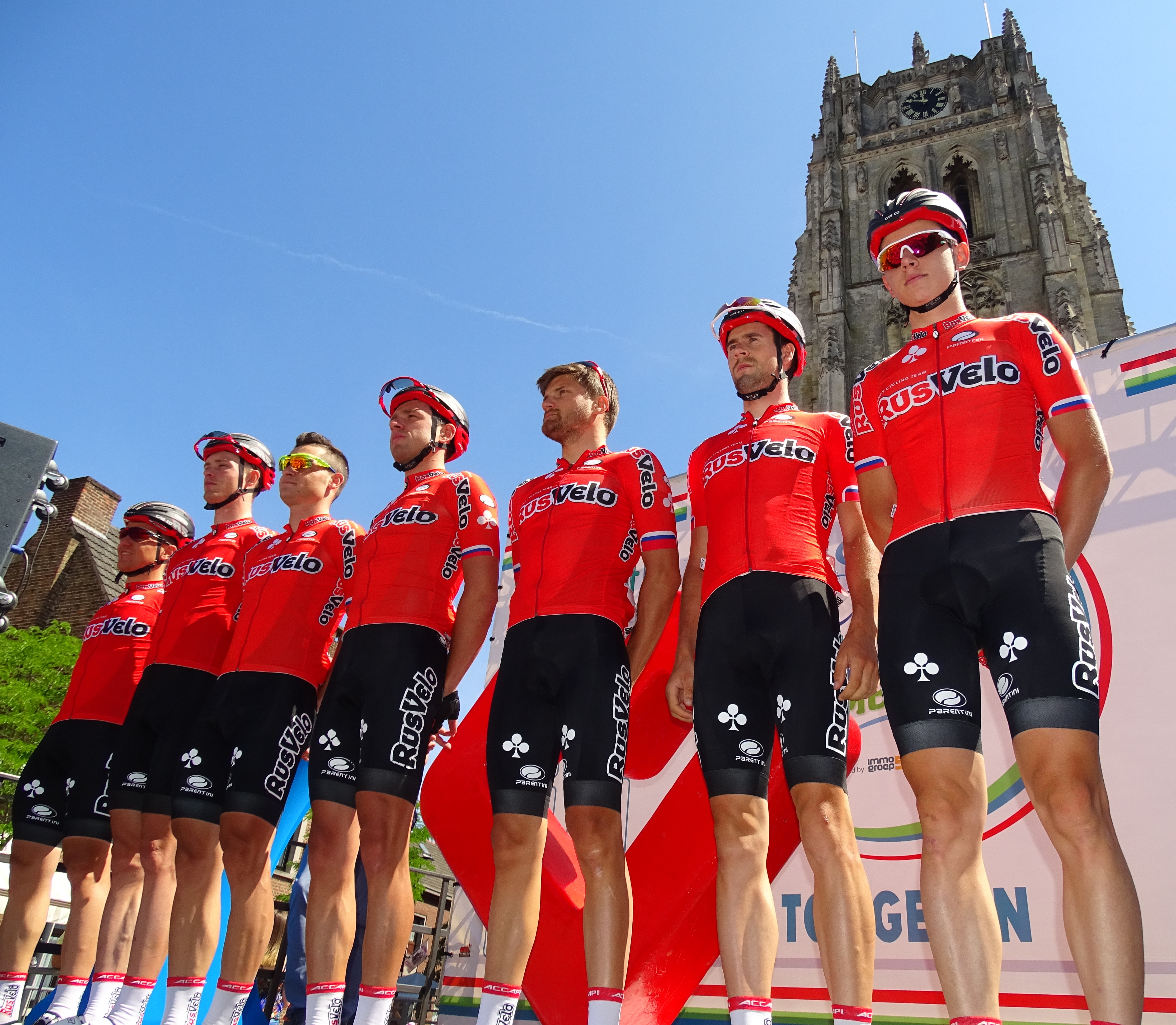
L'équipe lors du départ du Tour du Limbourg 2015 à Tongres.

### Effectif
| Cycliste             | Date de naissance | Nationalité | Équipe 2014         |  |
| -------------------- | ----------------- | ----------- | ------------------- |  |
| Ildar Arslanov       | 6 avril 1994      | Russie      | Itera-Katusha       |  |
| Ivan Balykin         | 26 novembre 1990  | Russie      | RusVelo             |  |
| Igor Boev            | 22 novembre 1989  | Russie      | RusVelo             |  |
| Artur Ershov         | 7 mars 1990       | Russie      | RusVelo             |  |
| Alexander Evtushenko | 30 juin 1993      | Russie      | Russian Helicopters |  |
| Sergey Firsanov      | 3 juillet 1982    | Russie      | RusVelo             |  |
| Alexander Foliforov  | 8 mars 1992       | Russie      | Itera-Katusha       |  |
| Petr Ignatenko       | 27 septembre 1987 | Russie      | Katusha             |  |
| Aleksandr Komin      | 12 avril 1995     | Russie      | Russian Helicopters |  |
| Alexey Kurbatov      | 9 mai 1994        | Russie      | Russian Helicopters |  |
| Roman Kustadinchev   | 3 août 1995       | Russie      | Russian Helicopters |  |
| Roman Maikin         | 14 août 1990      | Russie      | RusVelo             |  |
| Sergey Nikolaev      | 5 février 1988    | Russie      | Itera-Katusha       |  |
| Artem Nych           | 21 mars 1995      | Russie      | Russian Helicopters |  |
| Artem Ovechkin       | 11 juillet 1986   | Russie      | RusVelo             |  |
| Kirill Pozdnyakov    | 20 janvier 1989   | Russie      | RusVelo             |  |
| Alexander Rybakov    | 17 mai 1988       | Russie      | Katusha             |  |
| Ivan Savitskiy       | 6 mars 1992       | Russie      | Russian Helicopters |  |
| Alexander Serov      | 12 novembre 1982  | Russie      | RusVelo             |  |
| Andrey Solomennikov  | 10 juin 1987      | Russie      | RusVelo             |  |
| Mamyr Stash          | 4 mai 1993        | Russie      | Itera-Katusha       |  |

Portraits
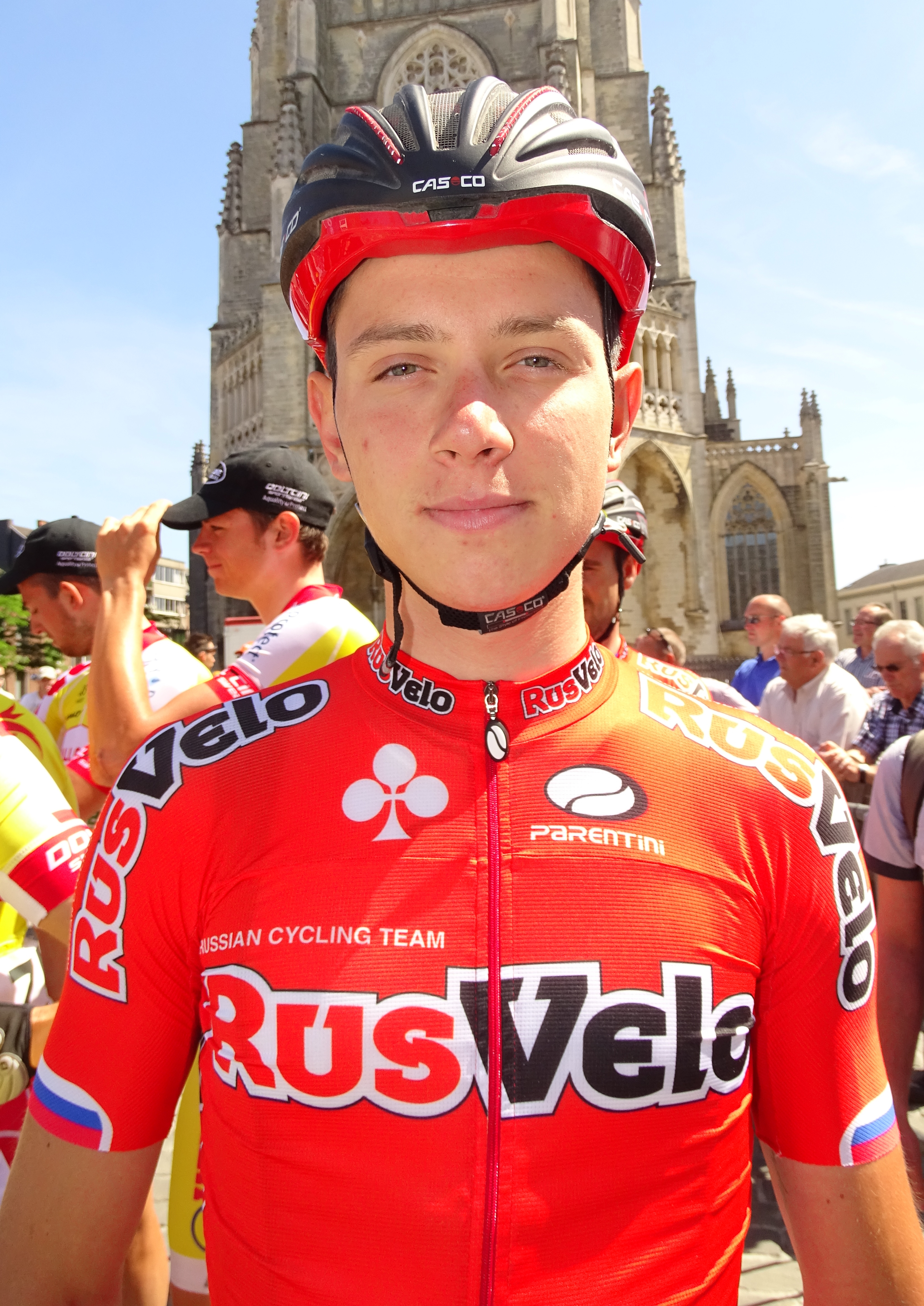
Ivan Balykin.
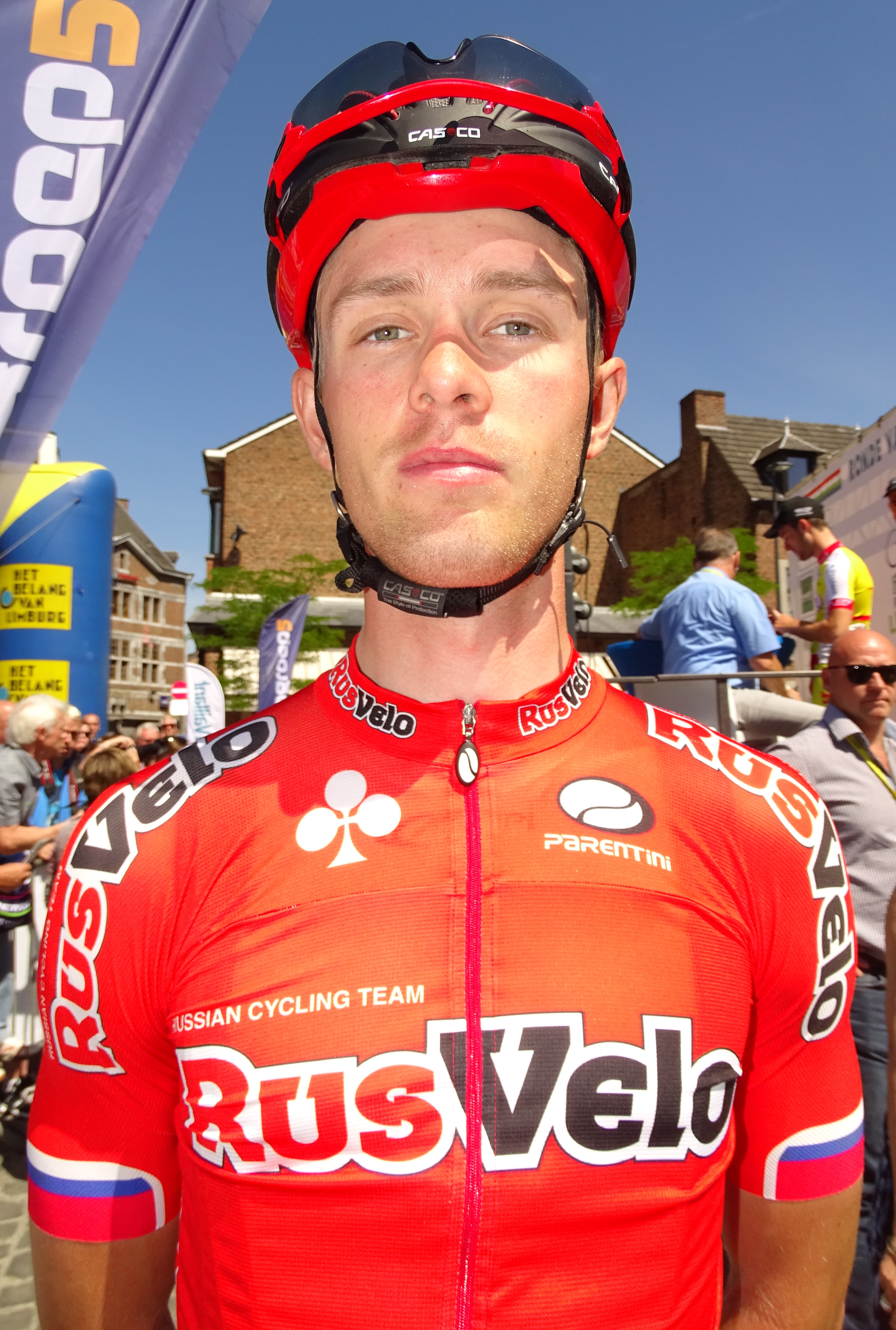
Igor Boev.
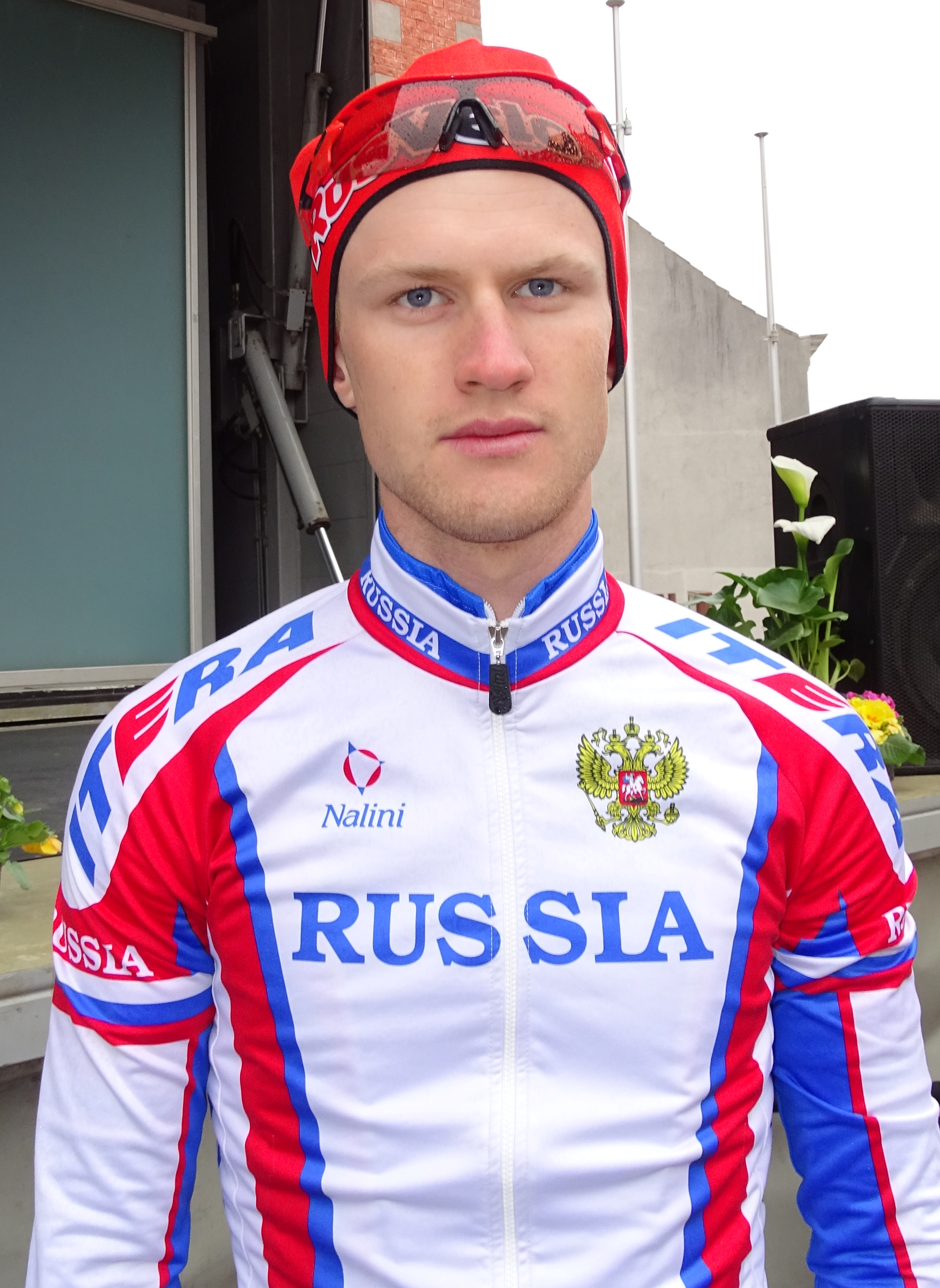
Roman Kustadinchev.
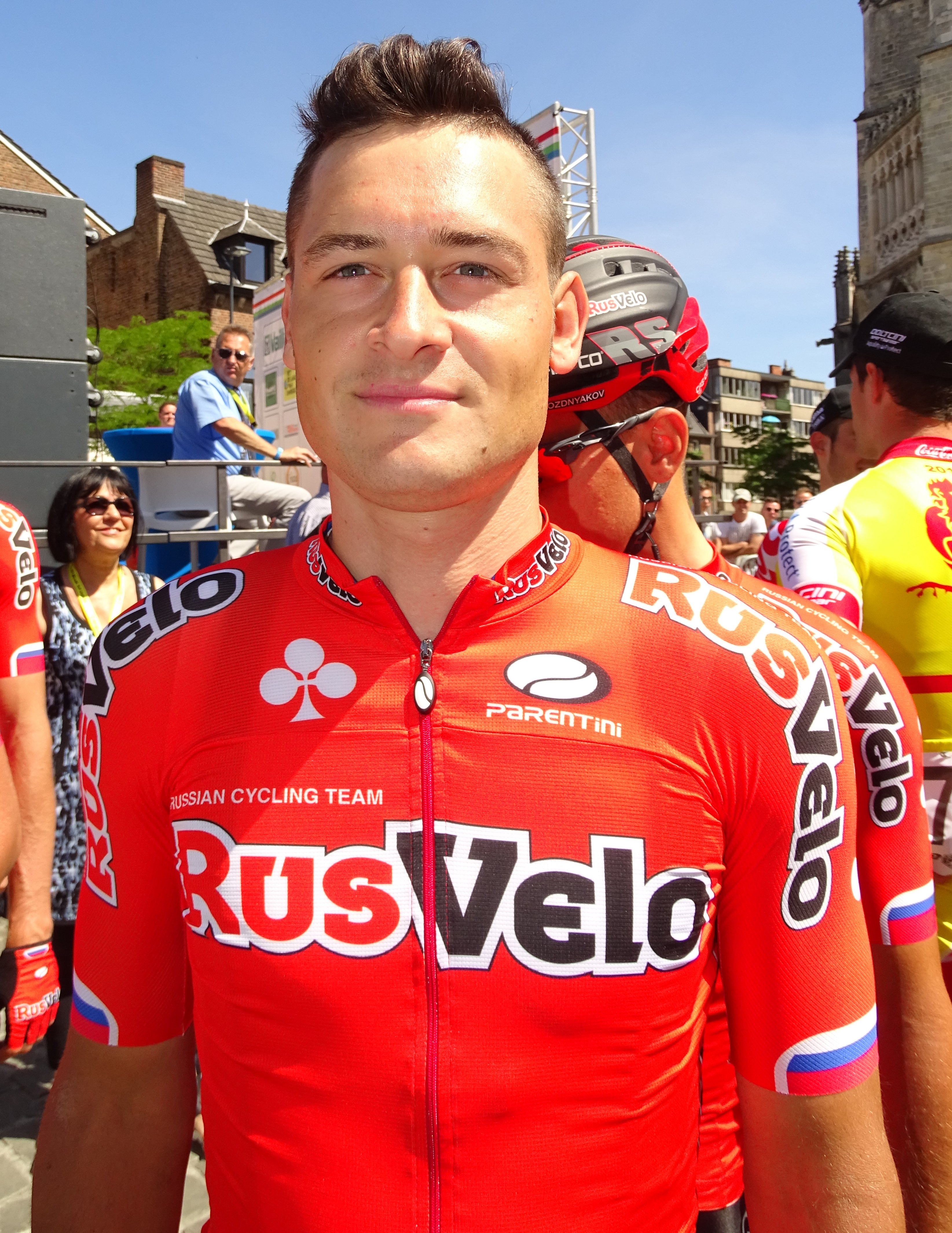
Roman Maikin.
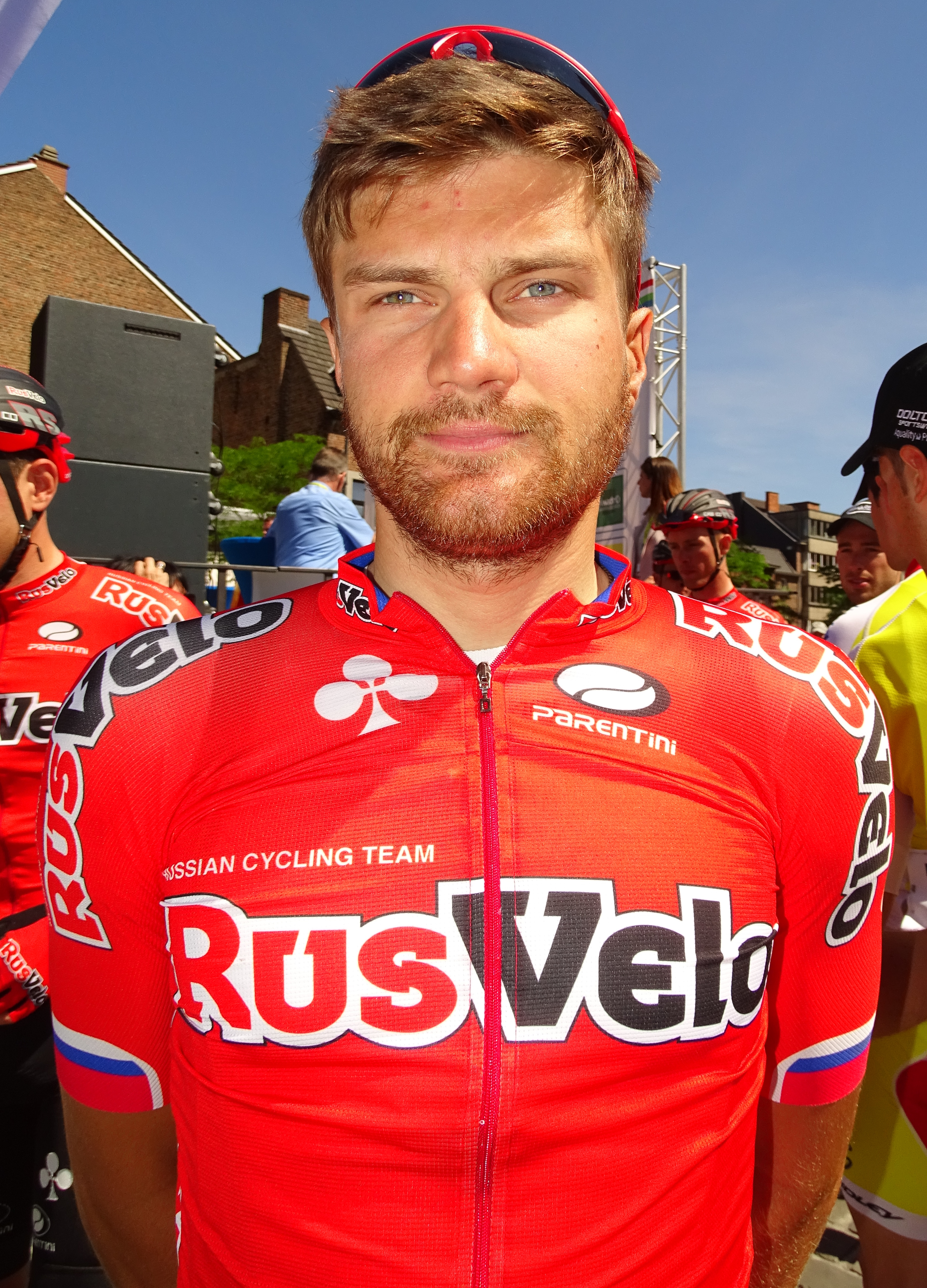
Artem Ovechkin.
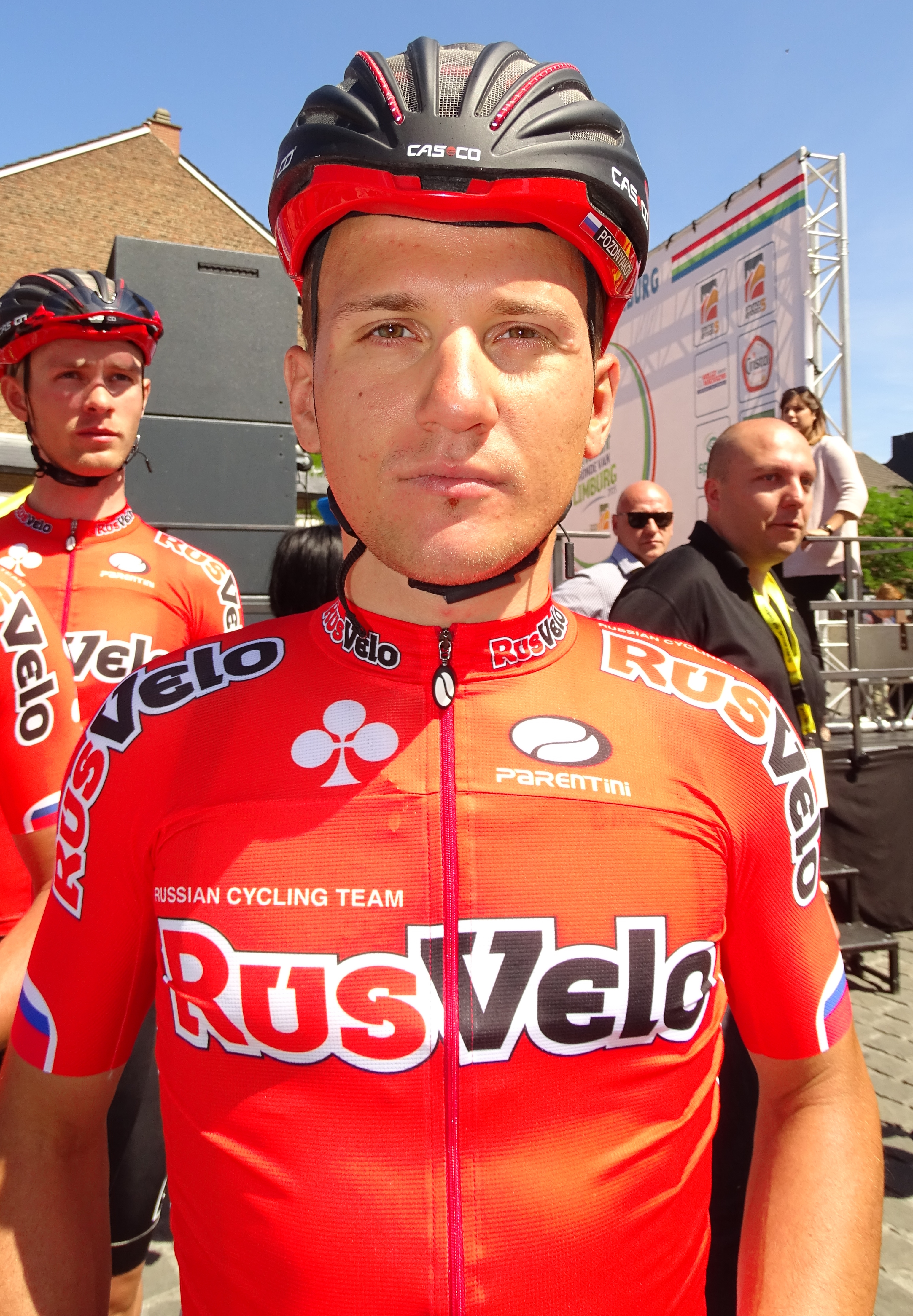
Kirill Pozdnyakov.
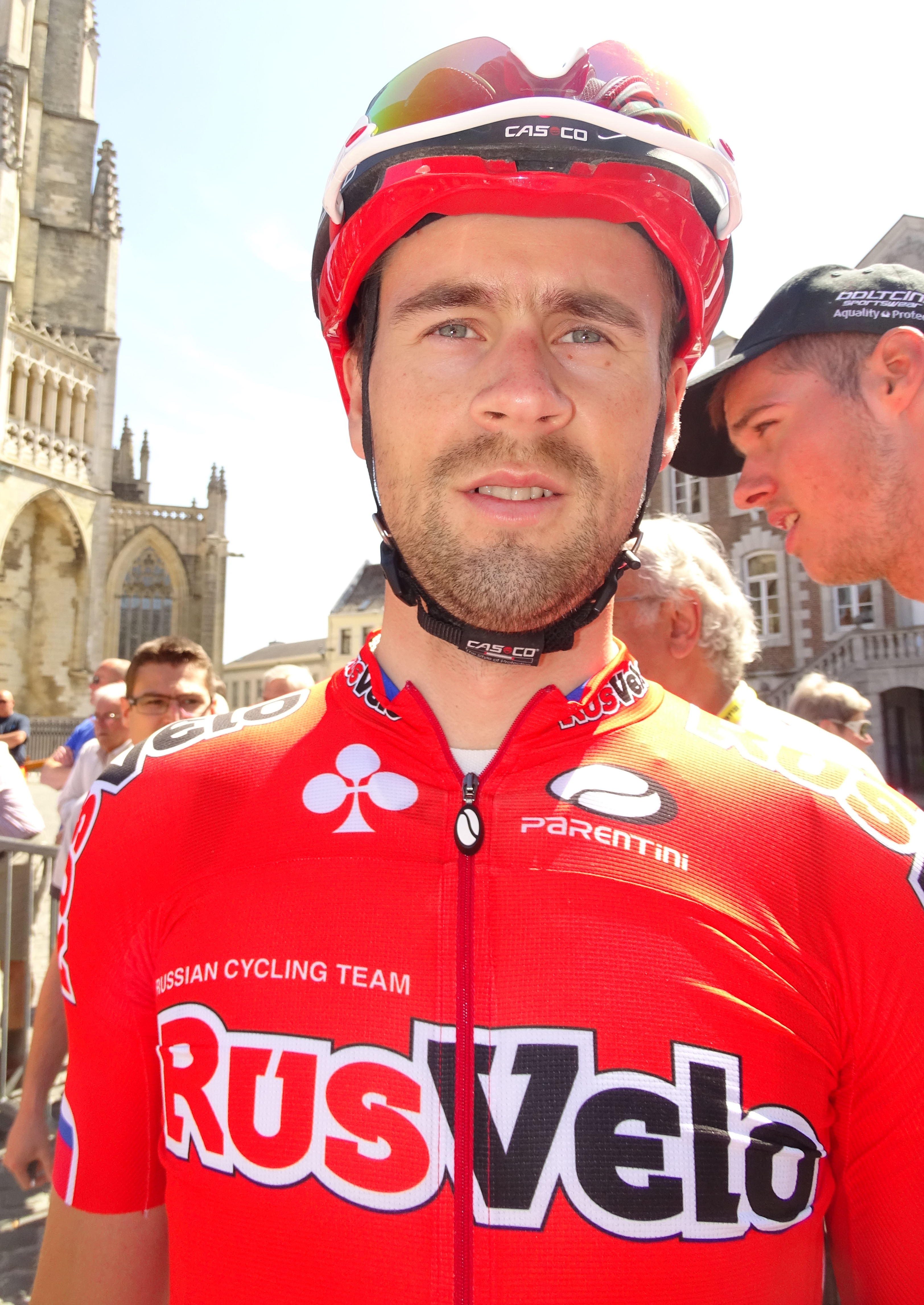
Alexander Rybakov.
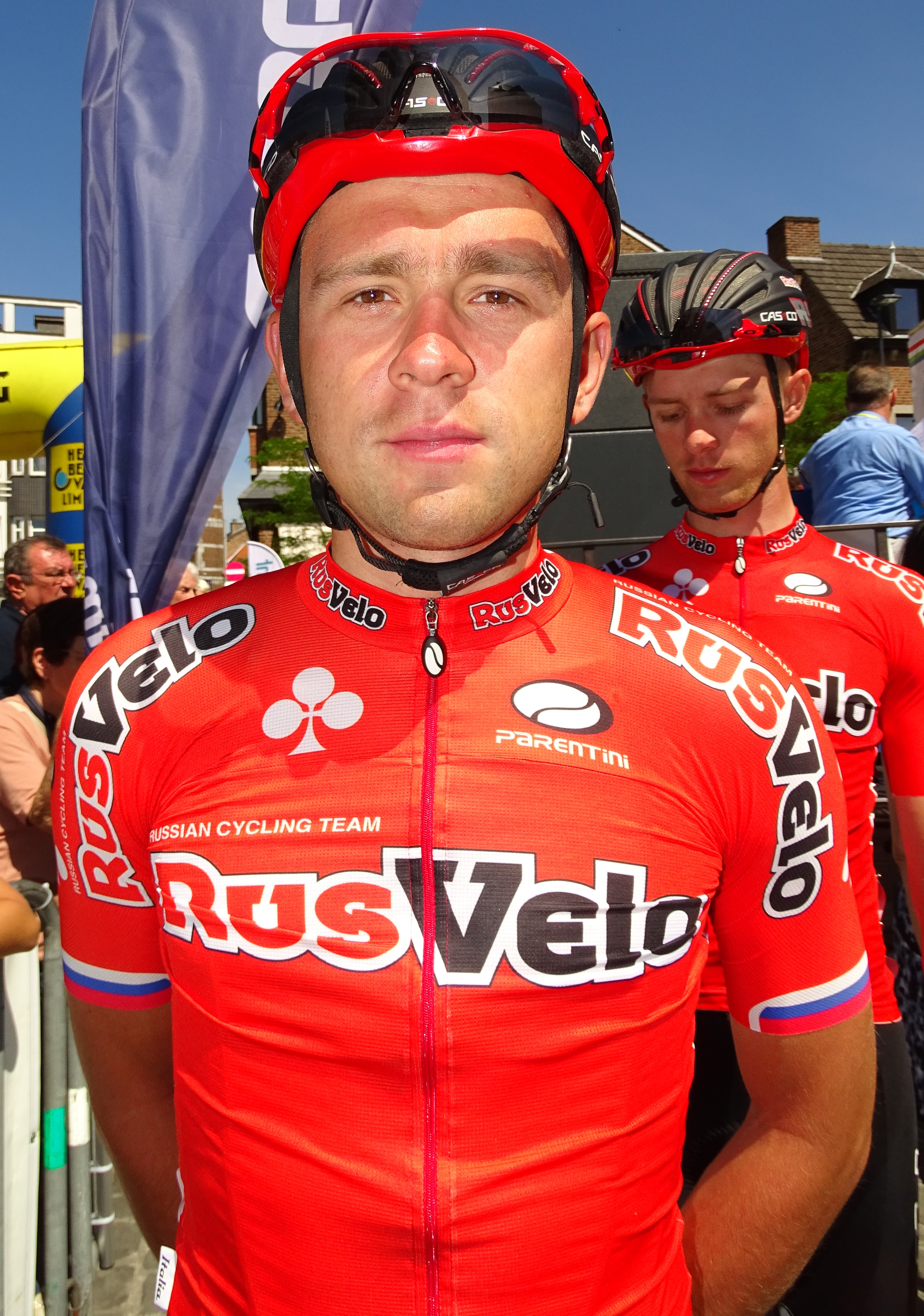
Andrey Solomennikov.

## Bilan de la saison

### Victoires
| Date       | Course                                            | Pays        | Classe | Vainqueur            |
| ---------- | ------------------------------------------------- | ----------- | ------ | -------------------- |
| 18/03/2015 | Grand Prix Sotchi Mayor                           | Russie      | 1.2    | Sergey Firsanov      |
| 22/03/2015 | 4e étape du Grand Prix de Sotchi                  | Russie      | 2.2    | Alexander Foliforov  |
| 22/03/2015 | Classement général du Grand Prix de Sotchi        | Russie      | 2.2    | Alexander Foliforov  |
| 01/04/2015 | Krasnodar-Anapa                                   | Russie      | 1.2    | Andrey Solomennikov  |
| 05/04/2015 | 3e étape du Tour de Kuban                         | Russie      | 2.2    | Roman Maikin         |
| 15/04/2015 | Maykop-Ulyap-Maykop                               | Russie      | 1.2    | Ivan Balykin         |
| 18/04/2015 | 2e étape du Grand Prix d'Adyguée                  | Russie      | 2.2    | Sergey Firsanov      |
| 19/04/2015 | Classement général du Grand Prix d'Adyguée        | Russie      | 2.2    | Sergey Firsanov      |
| 10/05/2015 | 5e étape du Tour d'Azerbaïdjan                    | Azerbaïdjan | 2.1    | Sergey Firsanov      |
| 18/06/2015 | 1re étape du Tour de Slovénie                     | Slovénie    | 2.1    | Artem Ovechkin       |
| 25/06/2015 | Championnat de Russie du contre-la-montre espoirs | Russie      | CN     | Alexander Evtushenko |
| 26/06/2015 | Championnat de Russie du contre-la-montre         | Russie      | CN     | Artem Ovechkin       |
| 27/06/2015 | Championnat de Russie sur route espoirs           | Russie      | CN     | Artem Nych           |
| 08/07/2015 | 4e étape du Tour du lac Qinghai                   | Chine       | 2.HC   | Ivan Savitskiy       |

### Résultats sur les courses majeures
Les tableaux suivants représentent les résultats de l'équipe dans les principales courses du calendrier international dans lesquelles l'équipe bénéficie d'une invitation. Pour chaque épreuve est indiqué le meilleur coureur de l'équipe, son classement ainsi que les accessits glanés par RusVelo sur les courses de trois semaines.

#### Classiques
| Classique            | Milan-San Remo | Tour des Flandres | Paris-Roubaix | Liège-Bastogne-Liège | Tour de Lombardie |
| -------------------- | -------------- | ----------------- | ------------- | -------------------- | ----------------- |
| Coureur (classement) | Non invitée    | Non invitée       | Non invitée   | Non invitée          | Non invitée       |

#### Grands tours
| Grand tour           | Tour d'Italie | Tour de France | Tour d'Espagne |
| -------------------- | ------------- | -------------- | -------------- |
| Coureur (classement) | Non invitée   | Non invitée    | Non invitée    |
| Accessits            | -             | -              | -              |